# Dobârca, Sibiu
Dobârca mai demult Dobărca (în dialectul săsesc Dobrenk, în germană Dobring, Dobreng, Doborka, Doberg, în maghiară Doborka) este un sat ce aparține orașului Miercurea Sibiului din județul Sibiu, Transilvania, România. Se află la 35 km de Sibiu și 25 km de Sebeș.

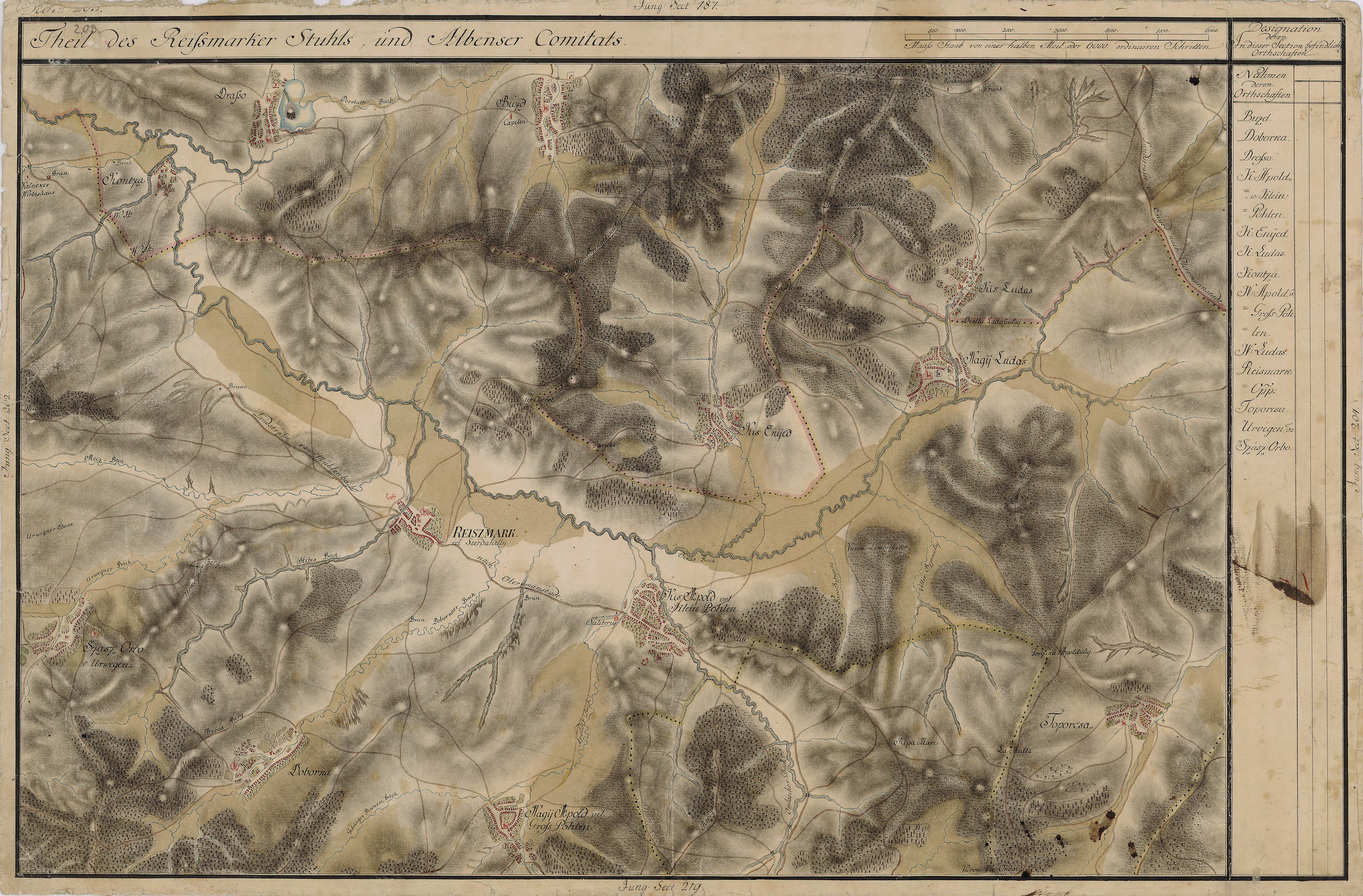
Dobârca pe Harta Iosefină a Transilvaniei, 1769-1773

## Istoric
Prima atestare documentară a satului Dobârca datează din 1309, când localitatea era pomenită cu numele de origine slavă Duburk.
Satul era locuit înainte de 1989, în marea lui majoritate, de sași, însă odată cu plecarea acestora, în sat au rămas aproape numai persoane de etnie romă.

## Lăcașuri de cult
Biserica luterană (evanghelică) fortificată. Stil: romanic. Datează din secolul al XIII-lea, fiind construită în forma unei bazilici cu trei nave. Clopotnița este amplasată în partea de vest. Biserica este înscrisă pe lista monumentelor istorice din județul Sibiu elaborată de Ministerul Culturii și Patrimoniului Național din România în anul 2010 (cod SB-II-a-A-12381). După 1989, interiorul bisericii a fost devastat și jefuit.
Traducerea inscripției germane de pe peretele interior al bisericii: 

"Această sfântă casă a Dumnezeului trinitar a fost construită în anul 1481 al mântuitorului nostru Isus Cristos. 

1515 - Transformată într-un templu desăvârșit. 

1599 - A ars cu ocazia luptelor voievodale.
 
1631 - Au fost renovate cupolele deteriorate. 

1741 - Restaurată din nou, în cinstea lui Dumnezeu.

## Galerie de imagini

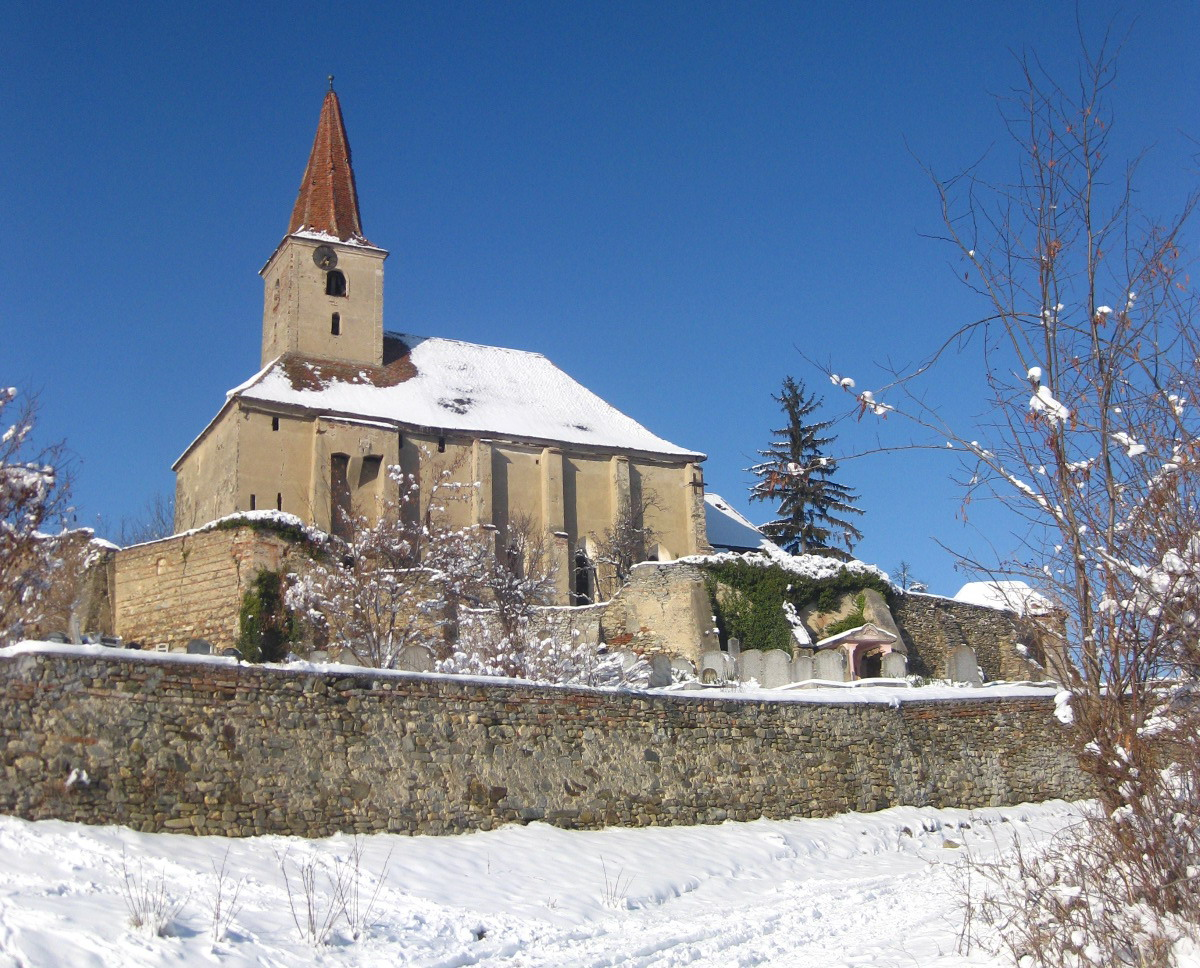
Biserica luterană (evanghelică) fortificată (secolul al XIII-lea, stil romanic)
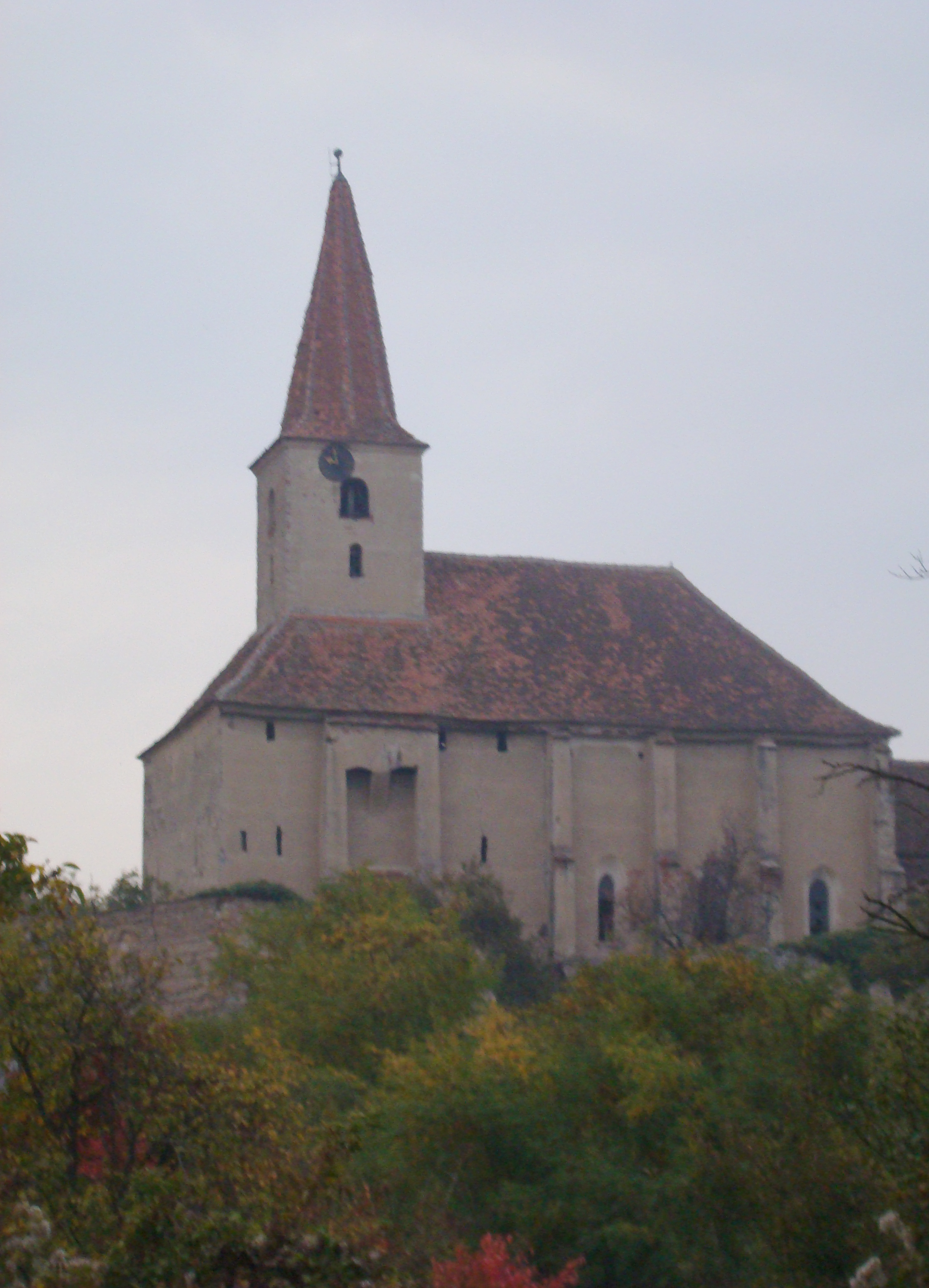
Biserica luterană (evanghelică) fortificată (monument istoric)
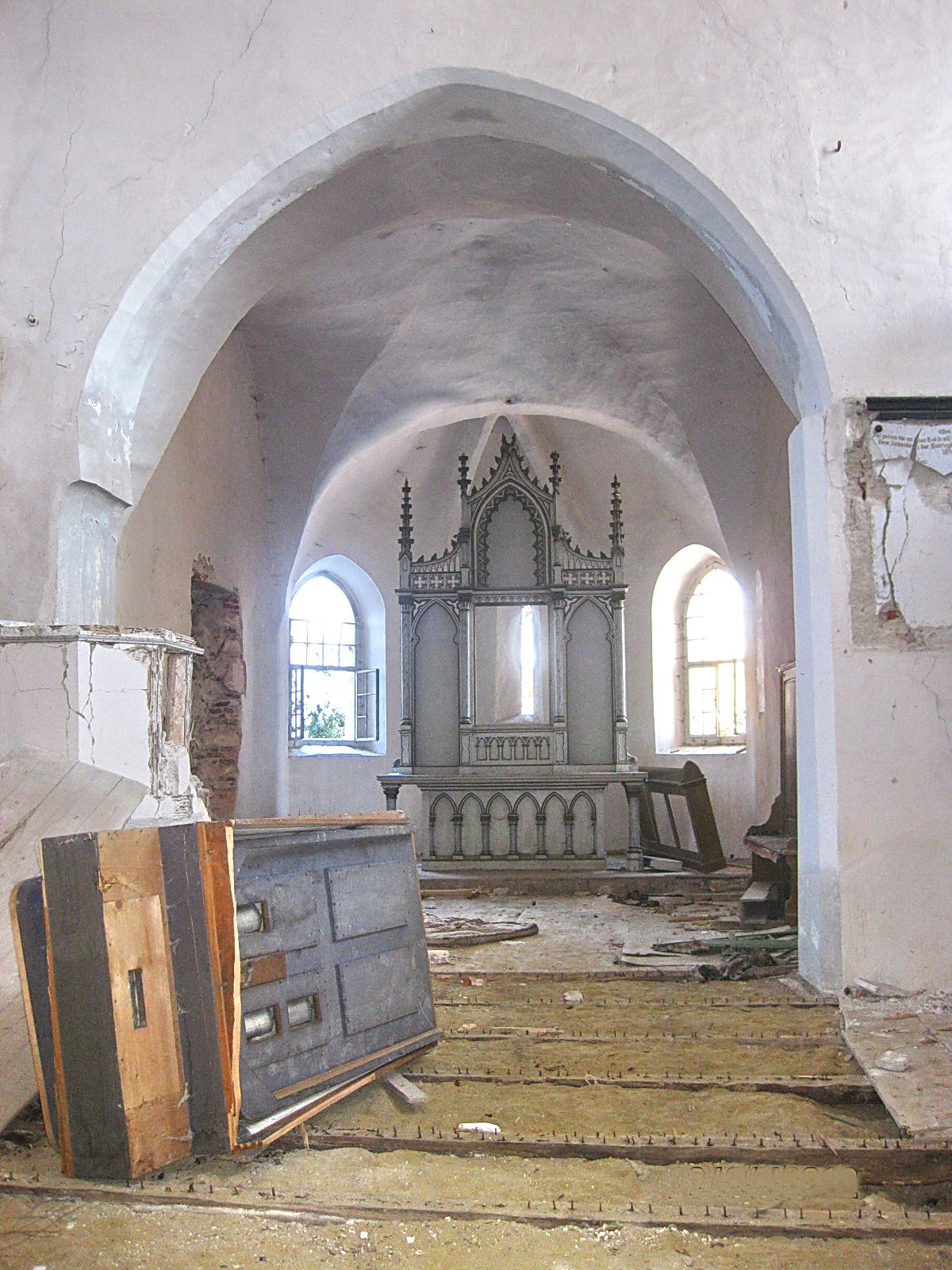
Interiorul bisericii luterane (foto 28.01.2012)
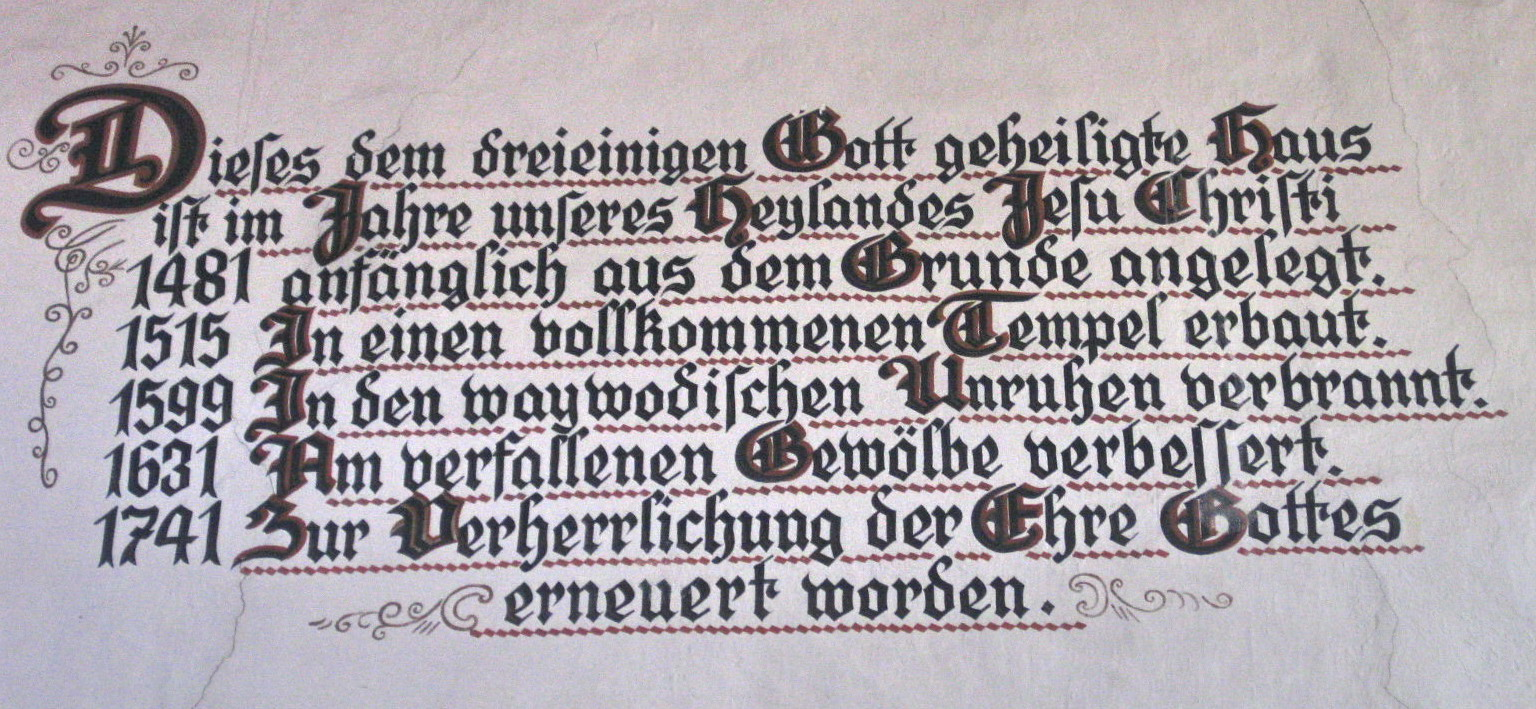
Biserica luterană (inscripţie pe peretele interior)
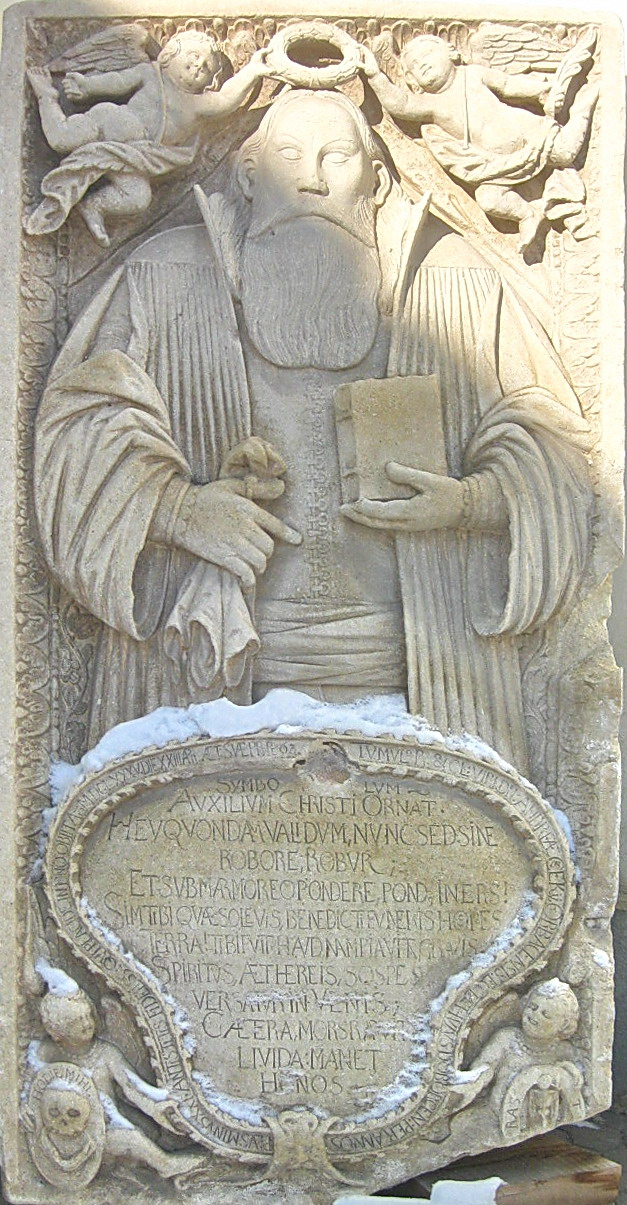
Biserica luterană (veche piatră de mormânt)
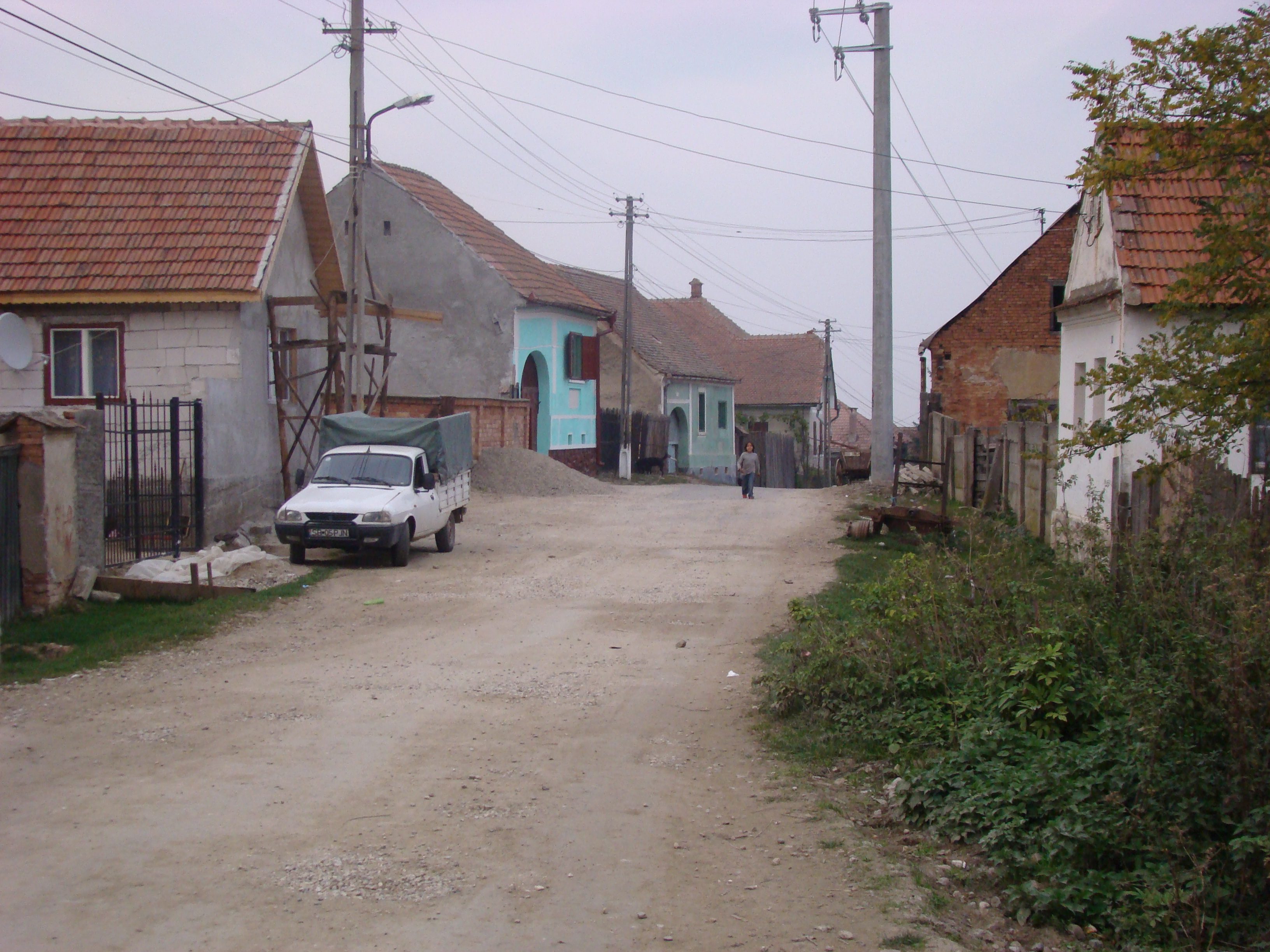
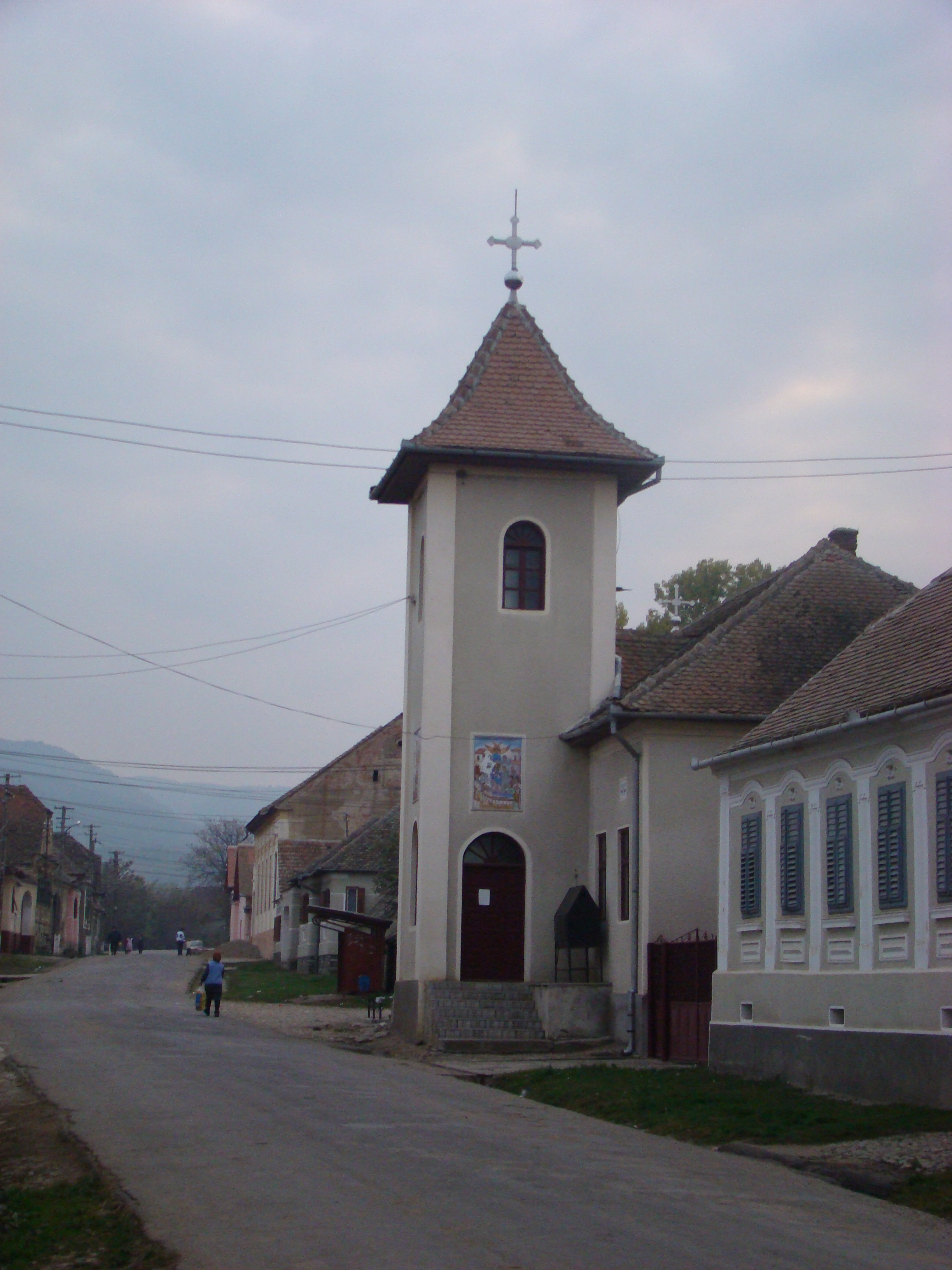
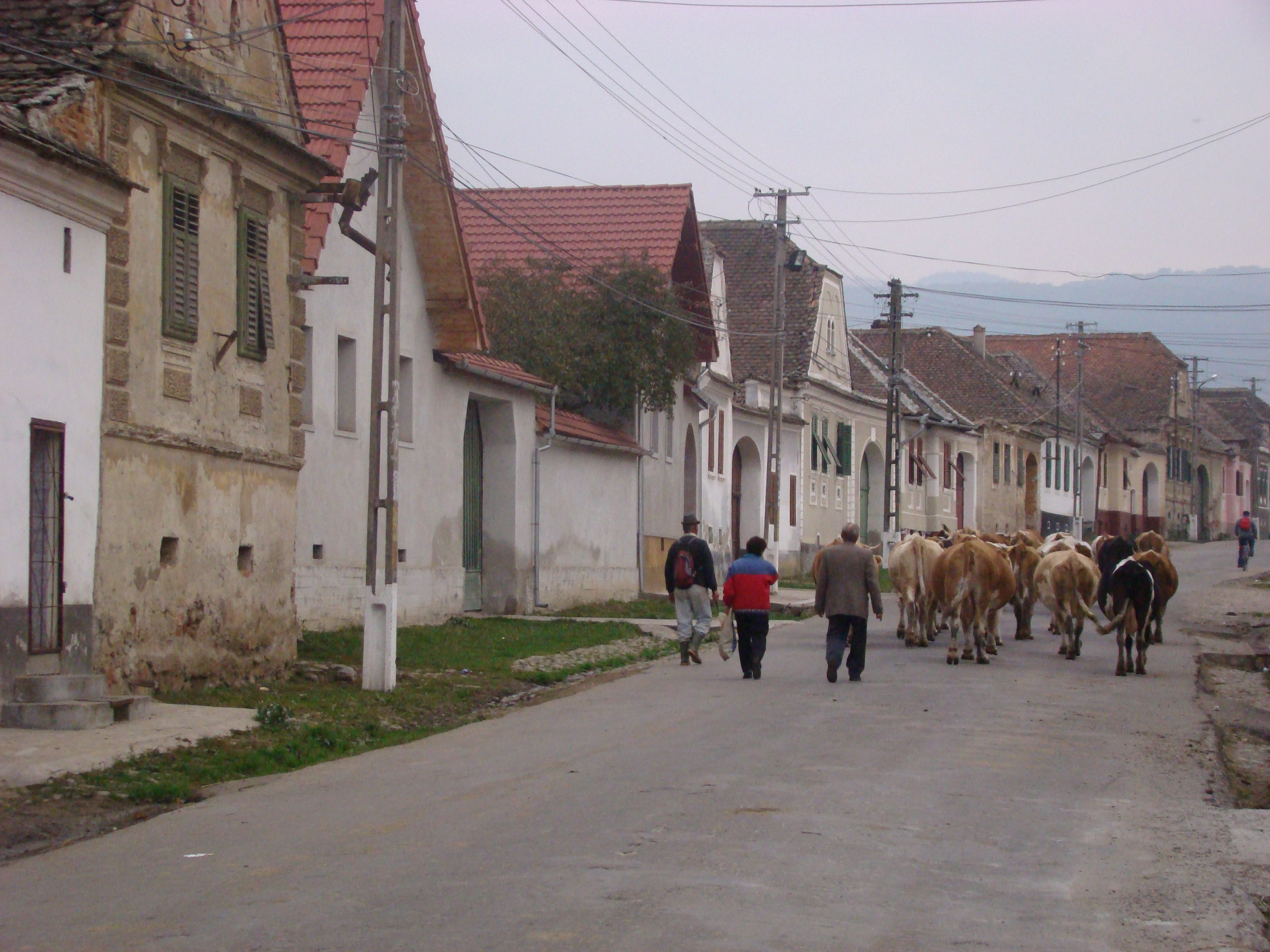
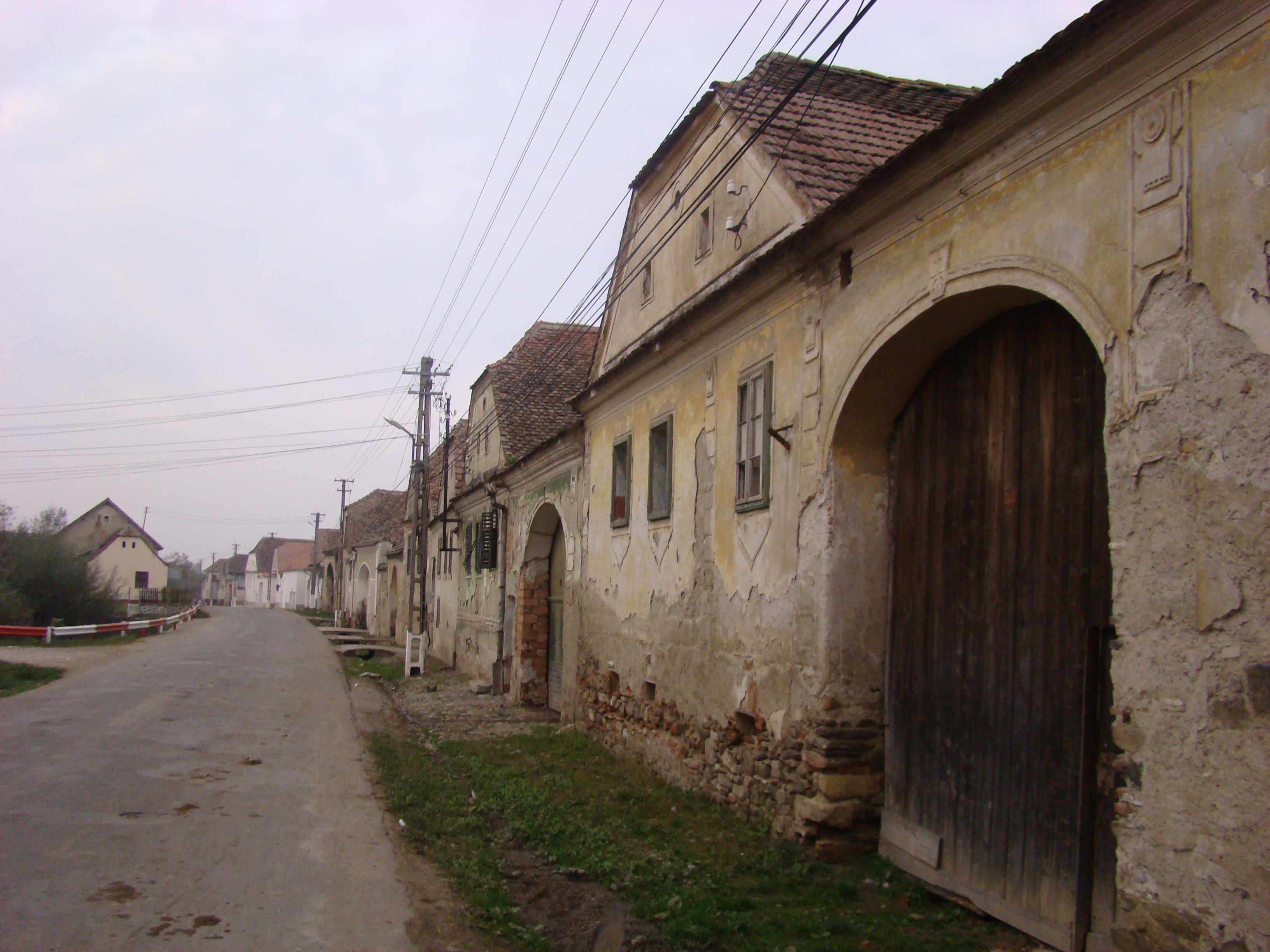
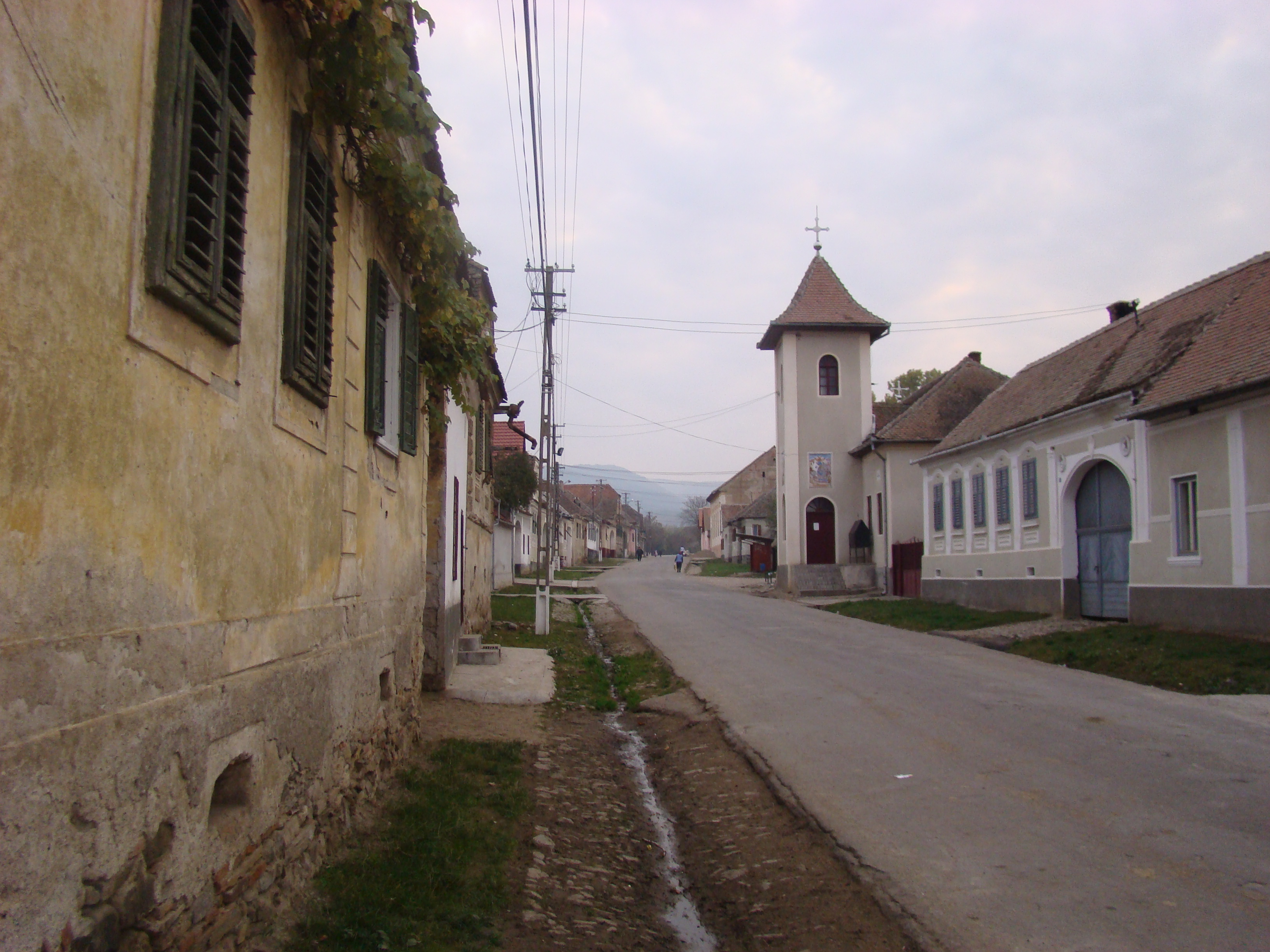
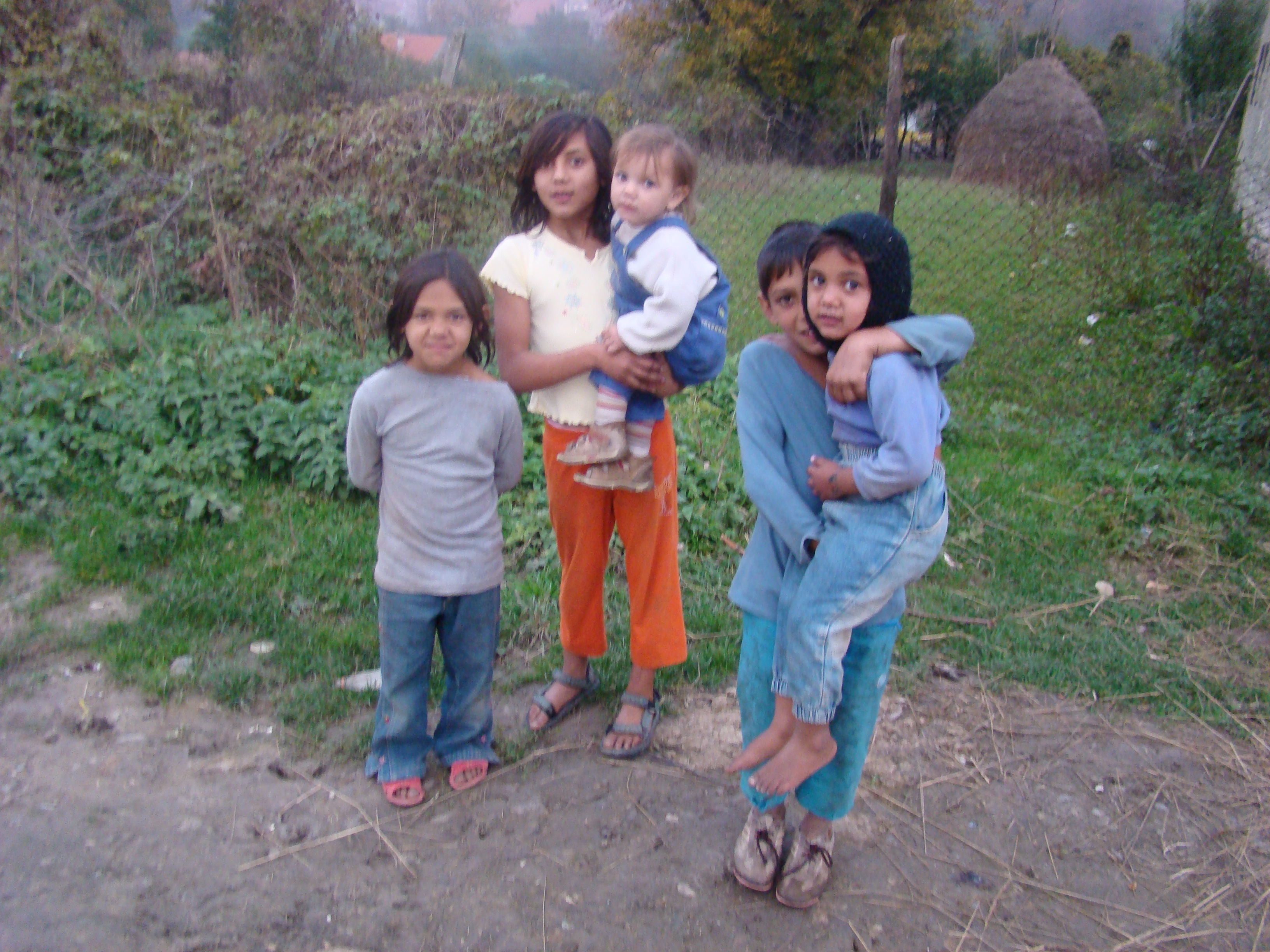
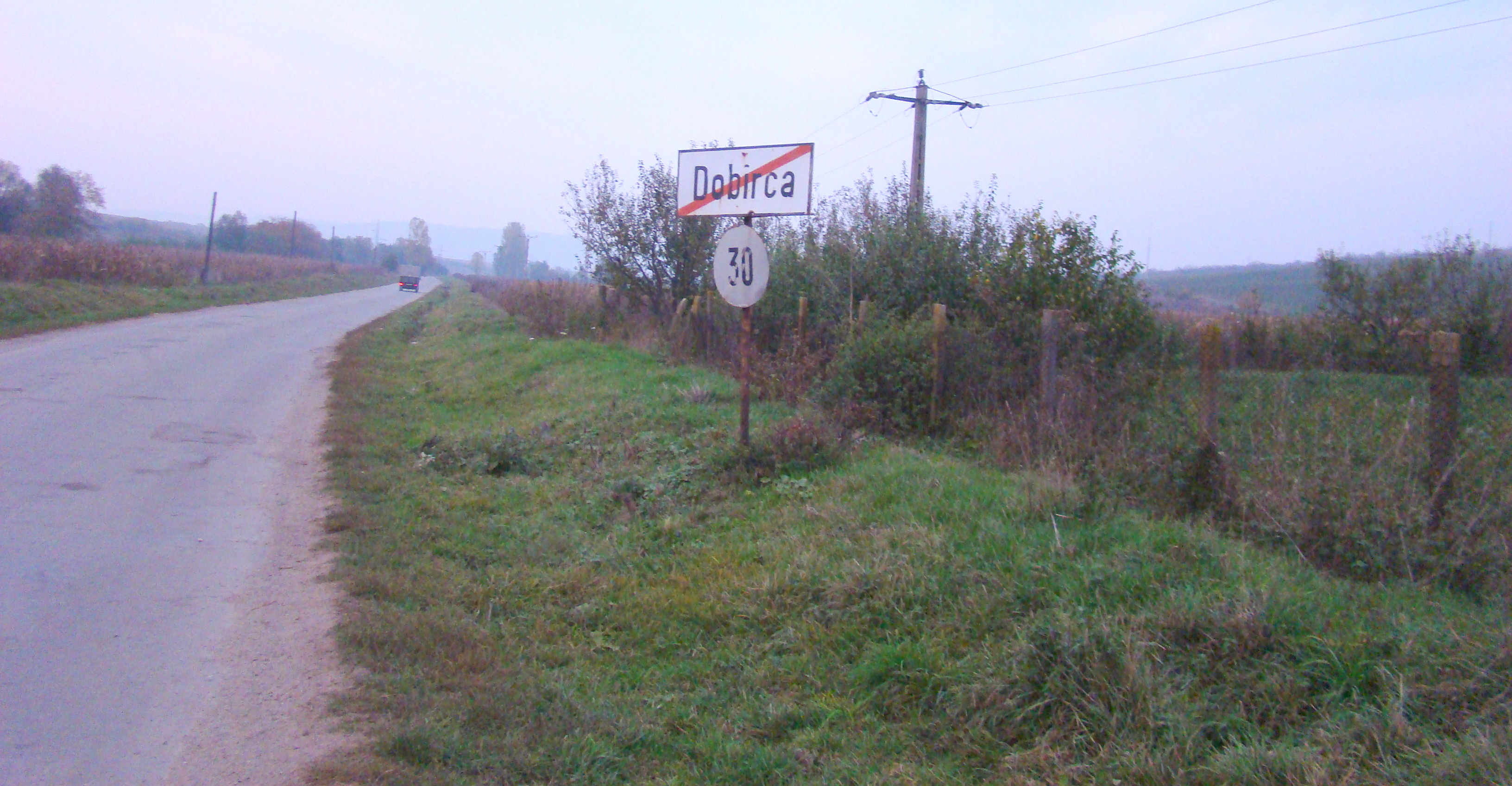